# Bühlwegkapelle (Ortenberg)

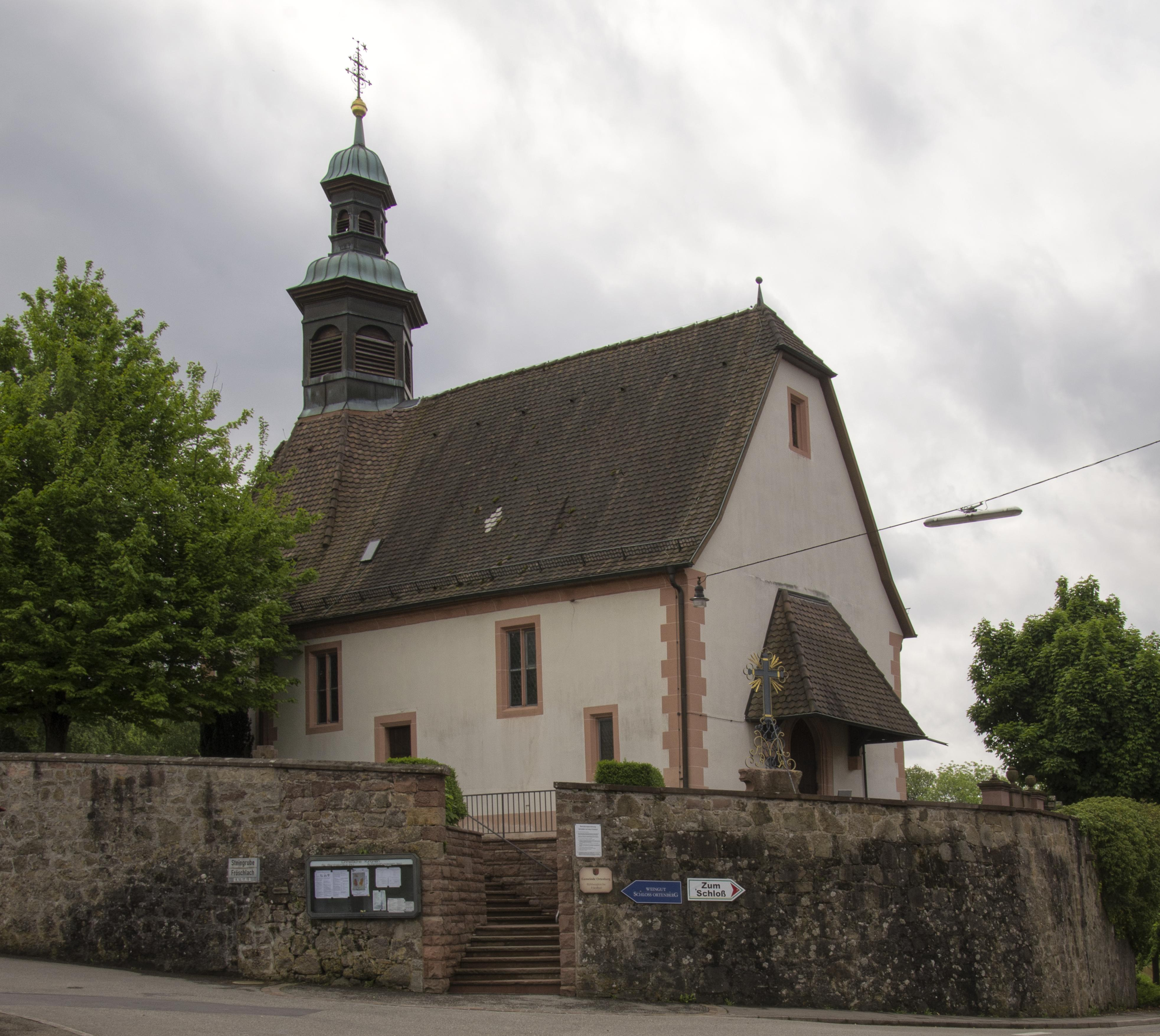
Ansicht von Nordwest

Die Bühlwegkapelle oder Bühlwegkapelle Mariae Ruh ist eine römisch-katholische Filialkirche der Pfarrei St. Bartholomäus Ortenberg in Ortenberg im Ortenaukreis (Baden). In der Vorbergzone des Schwarzwalds auf dem Scheitelpunkt des „Bühlwegs“ zwischen dem Dorf Ortenberg und dem Weiler Käfersberg gelegen, wird sie zuweilen auch als „in Käfersberg“ bezeichnet. Sie gehört zur Seelsorgeeinheit Vorderes Kinzigtal des Erzbistums Freiburg. Seit 1971 dient sie auch dem evangelischen Gottesdienst. Ihren Ruhm – sie ist beliebt für Hochzeiten und Konzerte – verdankt sie außer der Lage ihren spätgotischen Wandmalereien.
Ihre Geschichte – und die Geschichte des Ortes – hat besonders der aus Ortenberg stammende Heimatforscher Franz X. Vollmer (1922–2011) erforscht.

## Geschichte
Man nahm lange an, die Kapelle sei im Jahr 1144 erstmals erwähnt. Dabei handelt es sich aber nach einer Überprüfung durch Franz Vollmer um einen Lesefehler; in der Straßburger Urkunde von 1144 steht nicht „sacerdos de chfferisberg“ = „Priester von Käfersberg“, sondern „sacerdos de chrechilberch“ = „Priester der Glöckelsbergkapelle bei Bläsheim im Elsass“. Jedenfalls dürfte am Bühlweg seit dem Frühmittelalter eine Pfarrkirche gestanden haben. Doch gingen die Pfarrrechte spätestens 1182 an die neu gegründete Pfarrei Heilig-Kreuz in Offenburg über. Zur Zeit der Reformation unterstanden Ortenberg und Offenburg den Fürsten zu Fürstenberg, und 1542 führte Graf Wilhelm von Fürstenberg (1491–1549) das evangelische Bekenntnis ein. Mit der Übernahme der Herrschaft durch die Habsburger 1551 bis 1556 kam es zur Rekatholisierung. 1616 und 1672 scheiterten Bemühungen, Ortenberg aus Heilig-Kreuz herauszulösen, am Widerstand der Offenburger Pfarrer. Erst dank der Reformen Kaiser Josephs II. wurde Ortenberg 1787 wieder selbständige Pfarrei und die Bühlwegkapelle Pfarrkirche – das letztere für wenige Jahrzehnte. Wegen Platzmangels plante man Anfang des 19. Jahrhunderts Abriss und eine größere Kirche an derselben Stelle (siehe Grundriss). Stattdessen wurde 1823 bis 1824 die neue Pfarrkirche St. Bartholomäus weiter westlich in der Kinzigniederung gebaut. Die Kapelle kehrte zum Filialstatus zurück.

## Baugeschichte

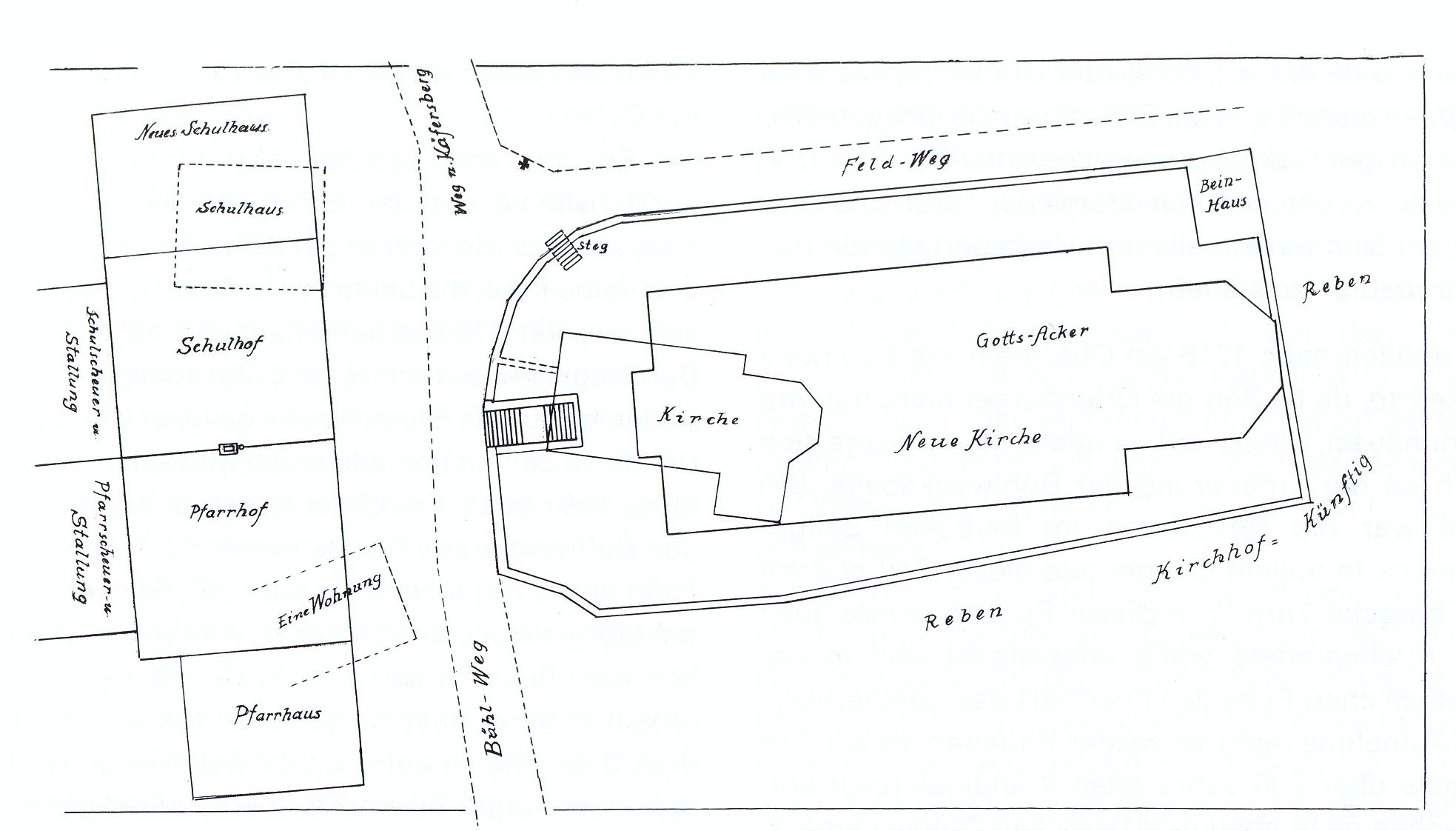
Grundriss und 1820er Neubauplan. Die Situation ist heute (2014) kaum verändert.

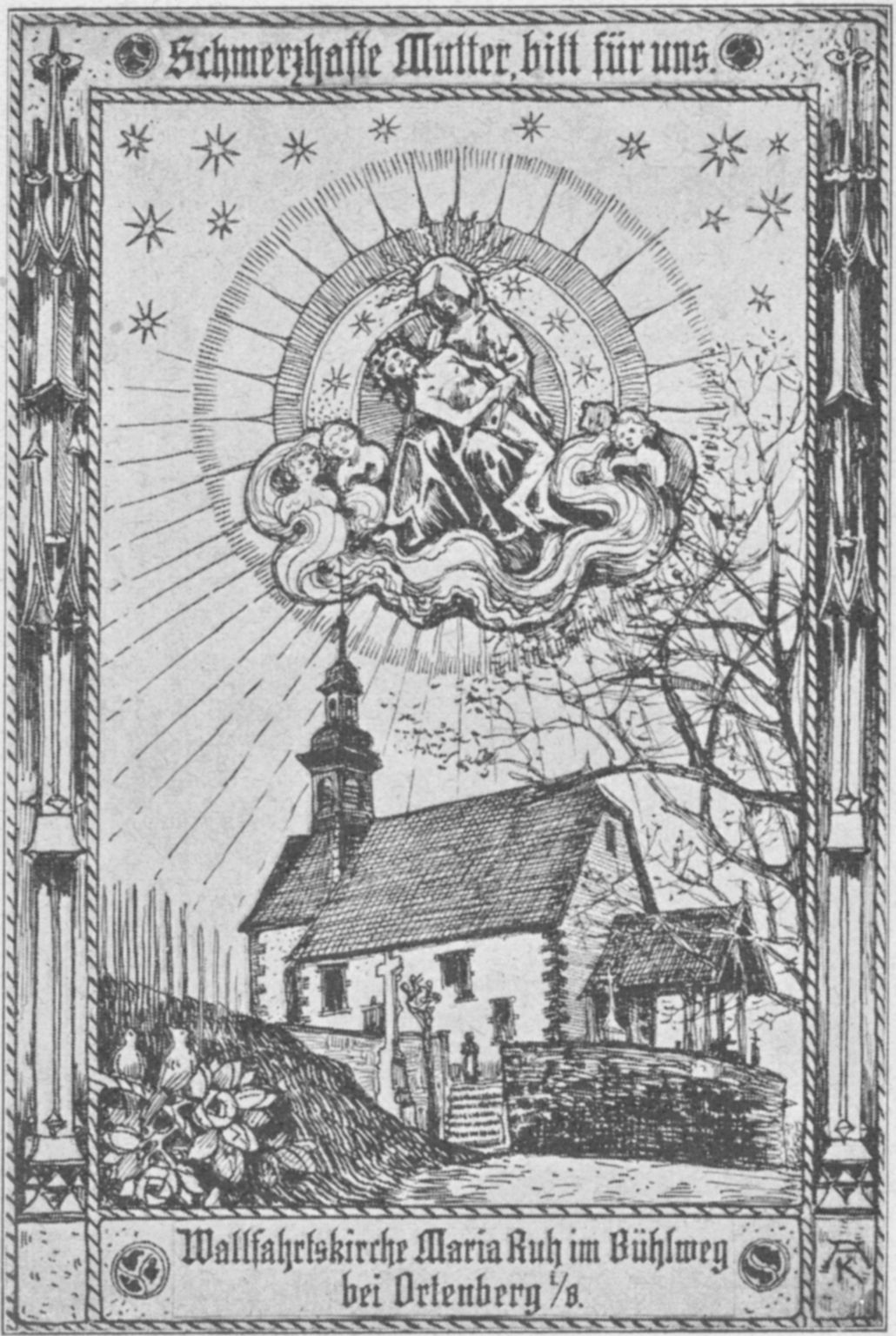
Kapelle mit „Vorhalle“ und Pietà auf einem Wallfahrtsbild um 1900

Nach der Antwort des Offenburger Pfarrers Lazarus Rapp (1571–1618) auf das Unabhängigkeitsstreben Ortenbergs 1616 wurde die Kapelle im Jahr 1497 erbaut. Gleich darauf wurde sie ausgemalt. Im 18. Jahrhundert wurde sie barockisiert. Die bemalten Wände wurden verputzt, Langhaus und Chor erhielten Stuckdecken, der Dachreiter wurde umgeformt, und es wurden drei neue Altäre errichtet. Nach dringenden Instandsetzungen Anfang des 19. Jahrhunderts konnte die Kirche 1870 dank einer Schenkung restauriert werden. 1877 – Pfarrverweser war Wilhelm Störk (1843–1916), Verfasser eines Wallfahrtbüchleins mit der Geschichte der Kapelle (siehe Literatur) – stürzte die westliche Kirchhofmauer ein. Sie wurde gleich wieder aufgebaut und zudem der westliche Eingang zur Kapelle durch eine „ebenso praktische wie zierliche Vorhalle“ geschützt.
Eine weitere Schenkung ermöglichte jene Restaurierung ab 1902, bei der die Wandmalereien entdeckt wurden. Der Karlsruher Maler Theodor Mader legte sie 1906 bis 1907 frei. Im Abschlussbericht schrieb er: „Sämtliche bemalten Wandflächen wurden im 18. Jahrhundert mit Verputz überzogen. Um diesen auf dem bemalten Grunde, der gleichmäßig mit Kohle, Holz und ungelöschten Kalkbrocken und -grieben durchsetzt ist, besser haftbar zu machen, sind alle Flächen mit dem Spitzhammer bis auf das Rohmauerwerk angepickt worden. Wo der Verputz am morschesten war, wie im Laurentiusbilde, am Chorbogen, im Chorgemälde kommen bis zu 1200 Pickhiebe auf den Quadratmeter. […] Es mußten fehlende größere Teile ergänzt, wie auch die zahlreichen Retouchen so gehalten werden, daß sie nur auf kürzeste Entfernung wahrnehmbar bleiben.“ Außerdem wurde die barocke Stuckdecke im Langhaus durch eine gefelderte Holzdecke ersetzt; die Stuckdecke im Chor blieb erhalten. Die Fenster im Langhaus erhielten ihre heutige Form mit einem Mittelpfosten. Während der barocke Hochaltar erhalten blieb, wurden die barocken Seitenaltäre neugotisch umgestaltet. Auf den rechten Seitenaltar kam „ein vorzügliches Gruppenbild in Hochrelief, den Tod des hl. Josef darstellend, von Bildhauer Dettlinger in Freiburg.“ Die Brüstung der Orgelempore wurde mit Stuck dekoriert.

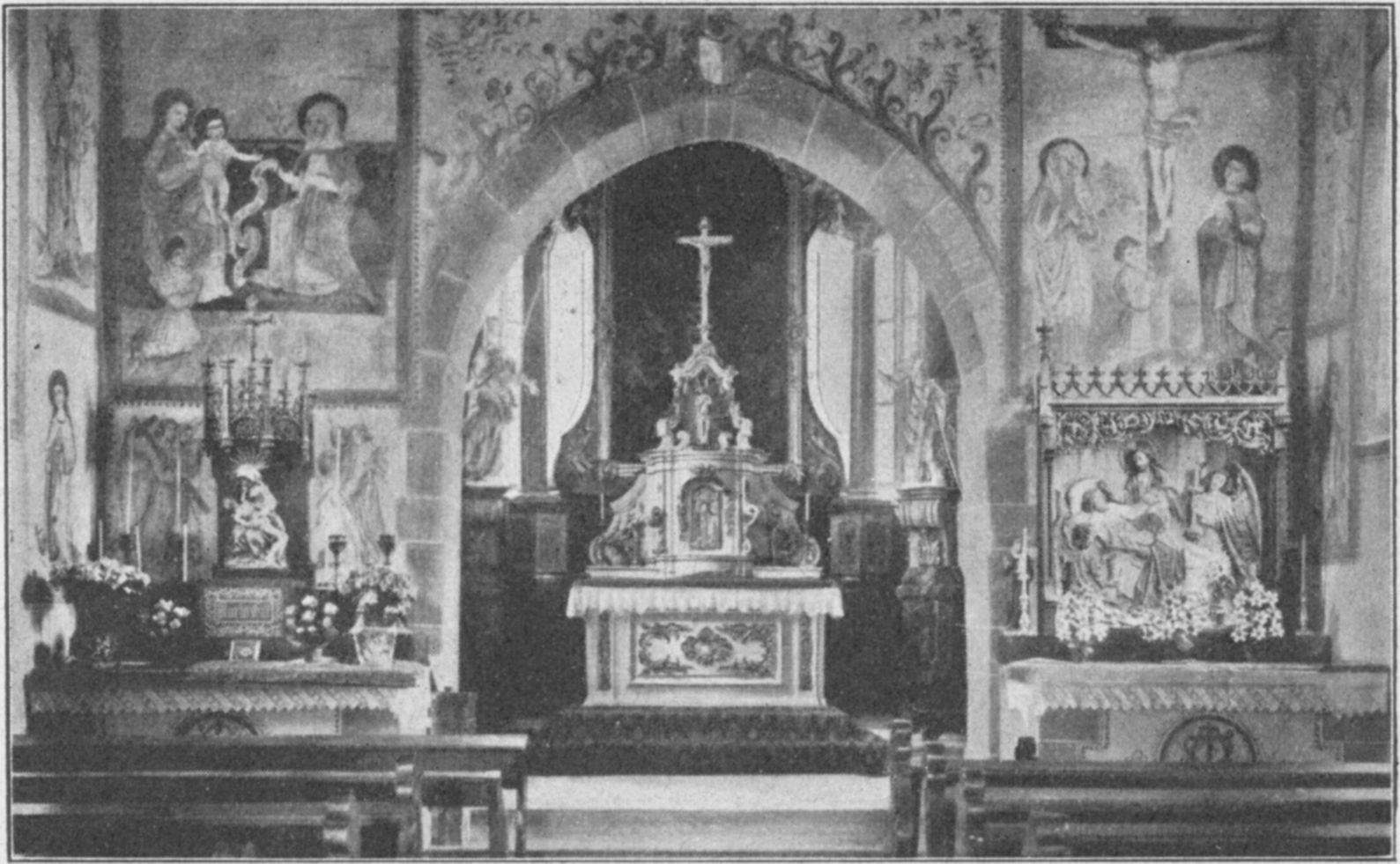
Blick zum Chor um 1905. Rechts Dettlingers Josefsaltar

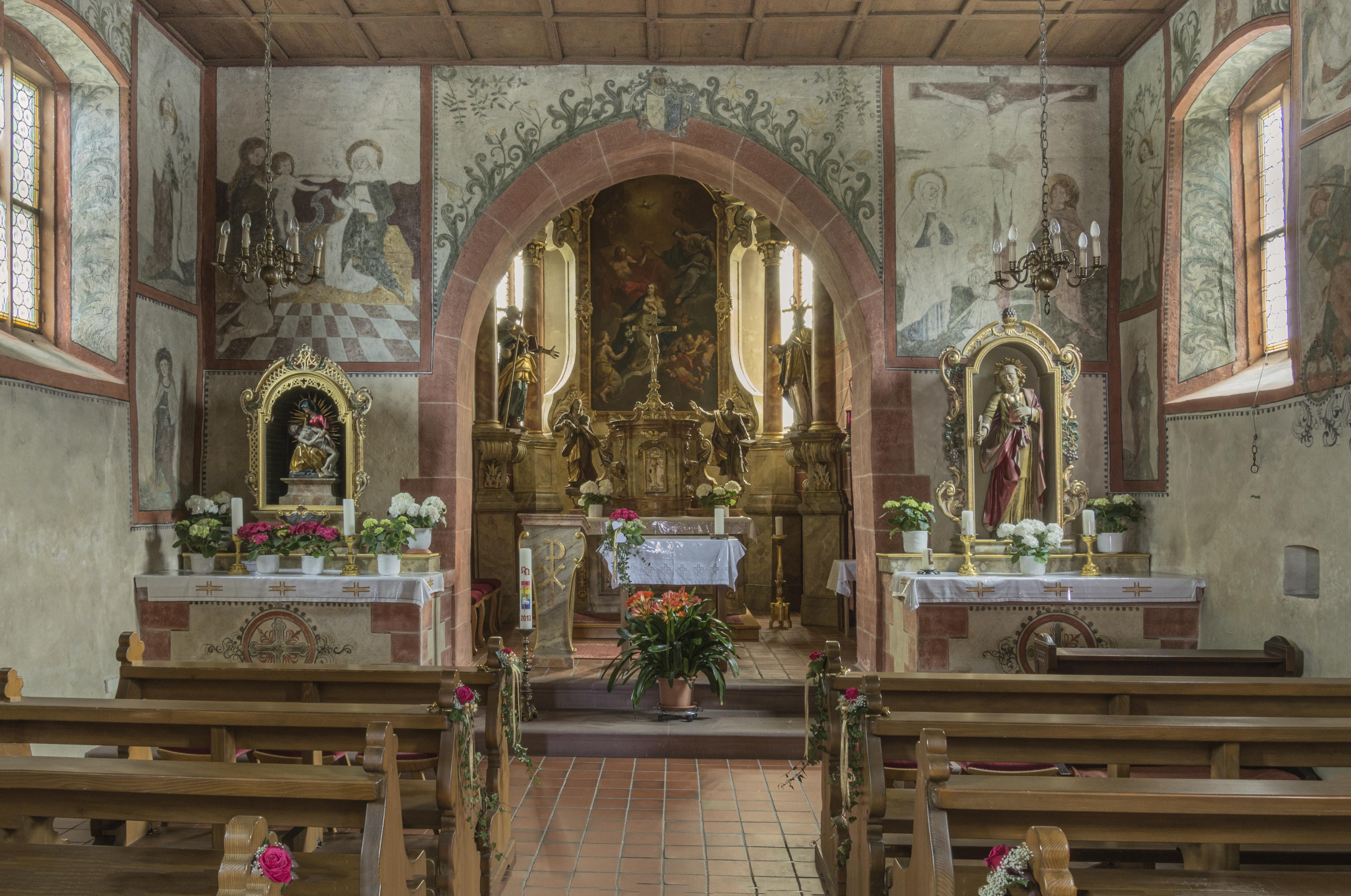
Blick zum Chor heute

Nach Beseitigung von Kriegsschäden wurden 1955 unter Pfarrer Friedrich Isenmann (Pfarrer von 1954 bis zu seinem Tod 1975) die Seitenaltäre wieder barockisiert. 1968 wurde die Vorhalle durch ein Pultdach ersetzt und der Dachreiter mit Kupferblech verkleidet. Die letzte Innenrenovierung fand 1990 statt. 1994 wurde eine Orgel eingebaut.

## Gebäude
Die Kirche liegt, 12 m lang und 7 m breit, mit einschiffigem Langhaus, polygonal geschlossenem Chor und ihm südlich angebauter Sakristei, auf dem alten Friedhof. Der Dachreiter besteht aus einem sechseckigen Unterbau und einer mehrgeschossigen Haube darüber. Zwei niedrige maßwerklose Fenster beidseits erhellen das Langhaus, drei hohe Maßwerkfenster den Chor, den ein spitzbogiger Triumphbogen vom Langhaus scheidet.

## Ausstattung
Durch gelbliche Butzenscheiben wird das Langhaus gedämpft erleuchtet, durch die hohen Fenster heller der Chor.

### Altäre

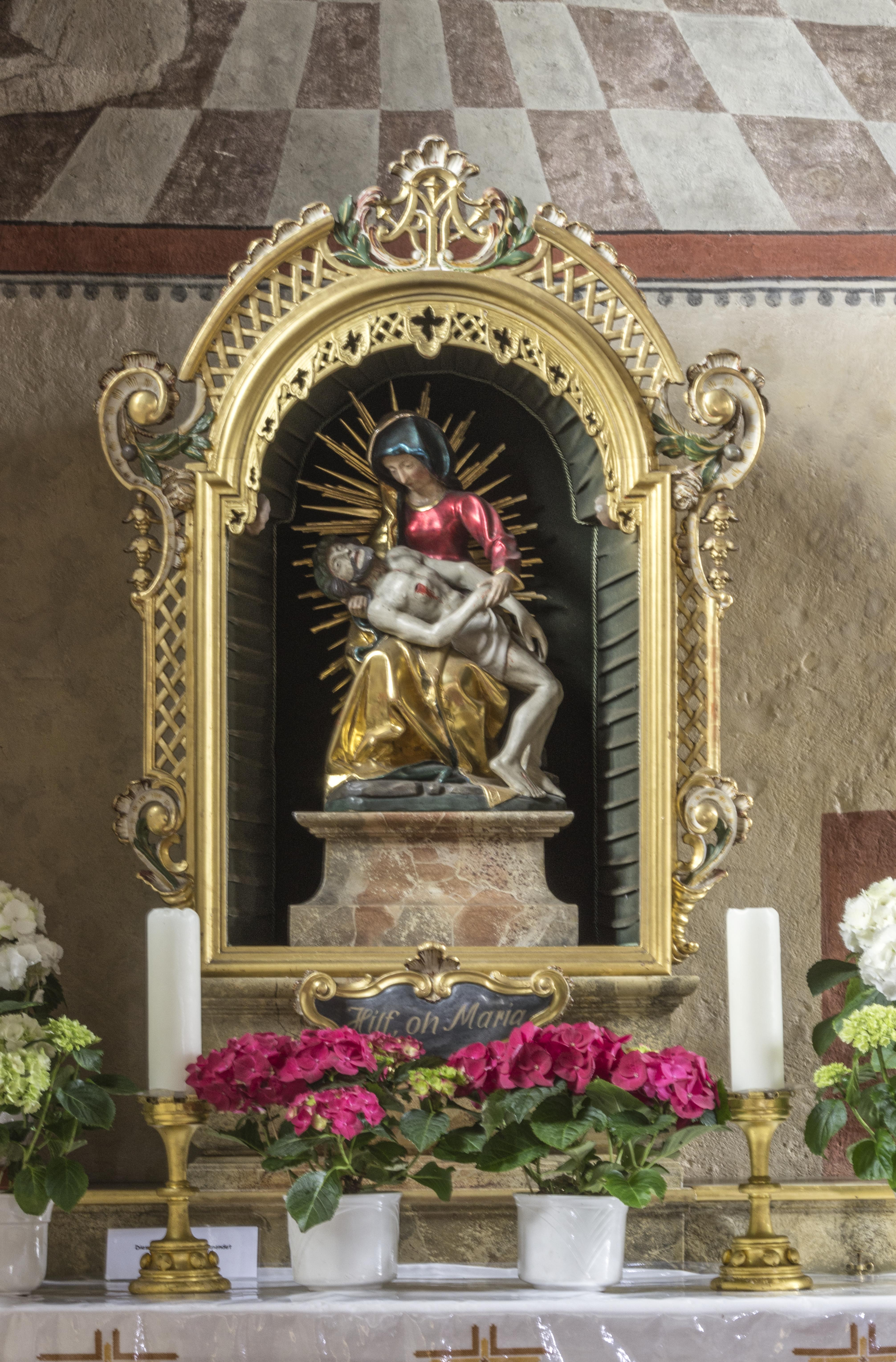
Linker Seitenaltar
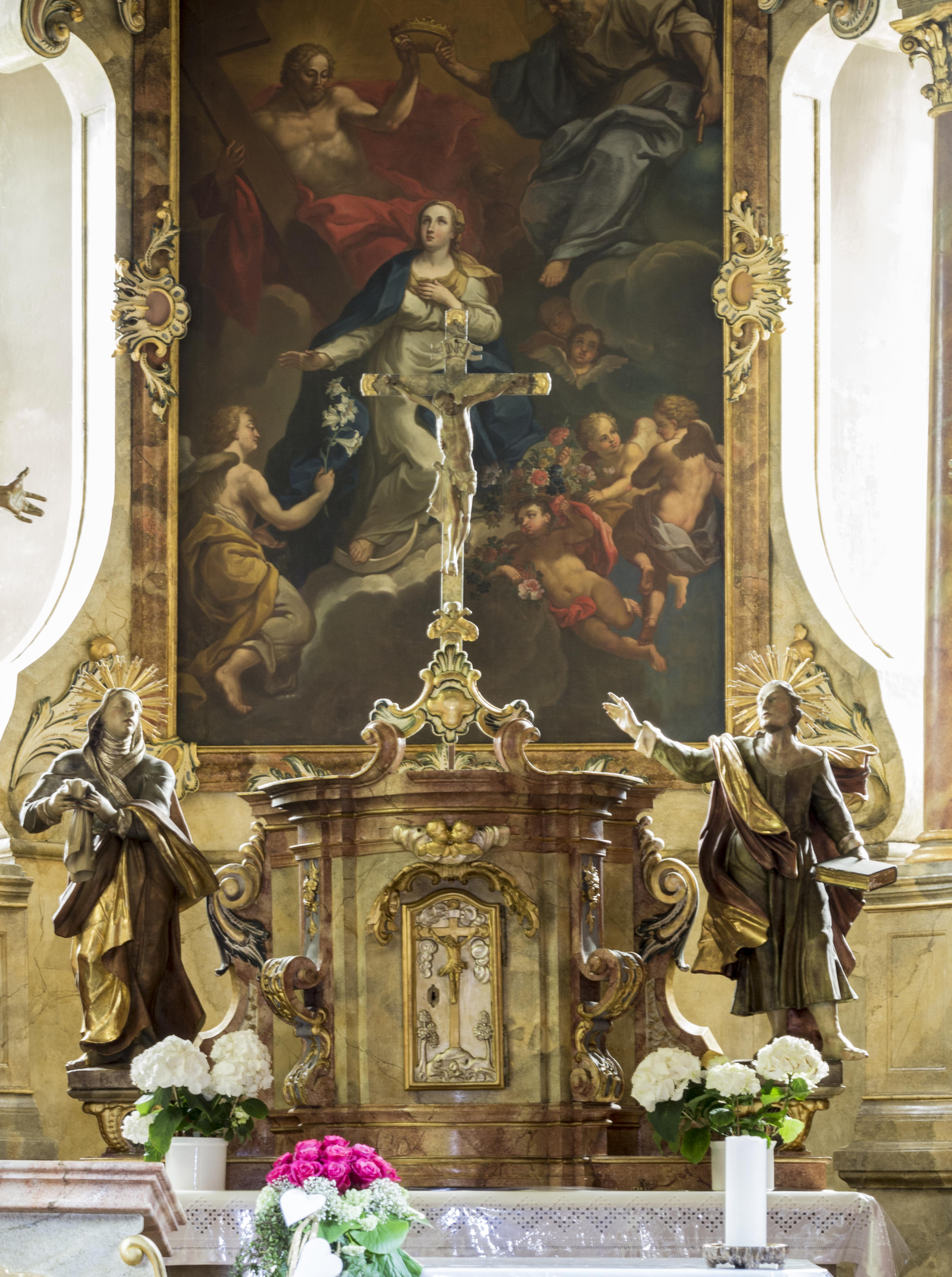
Hochaltar
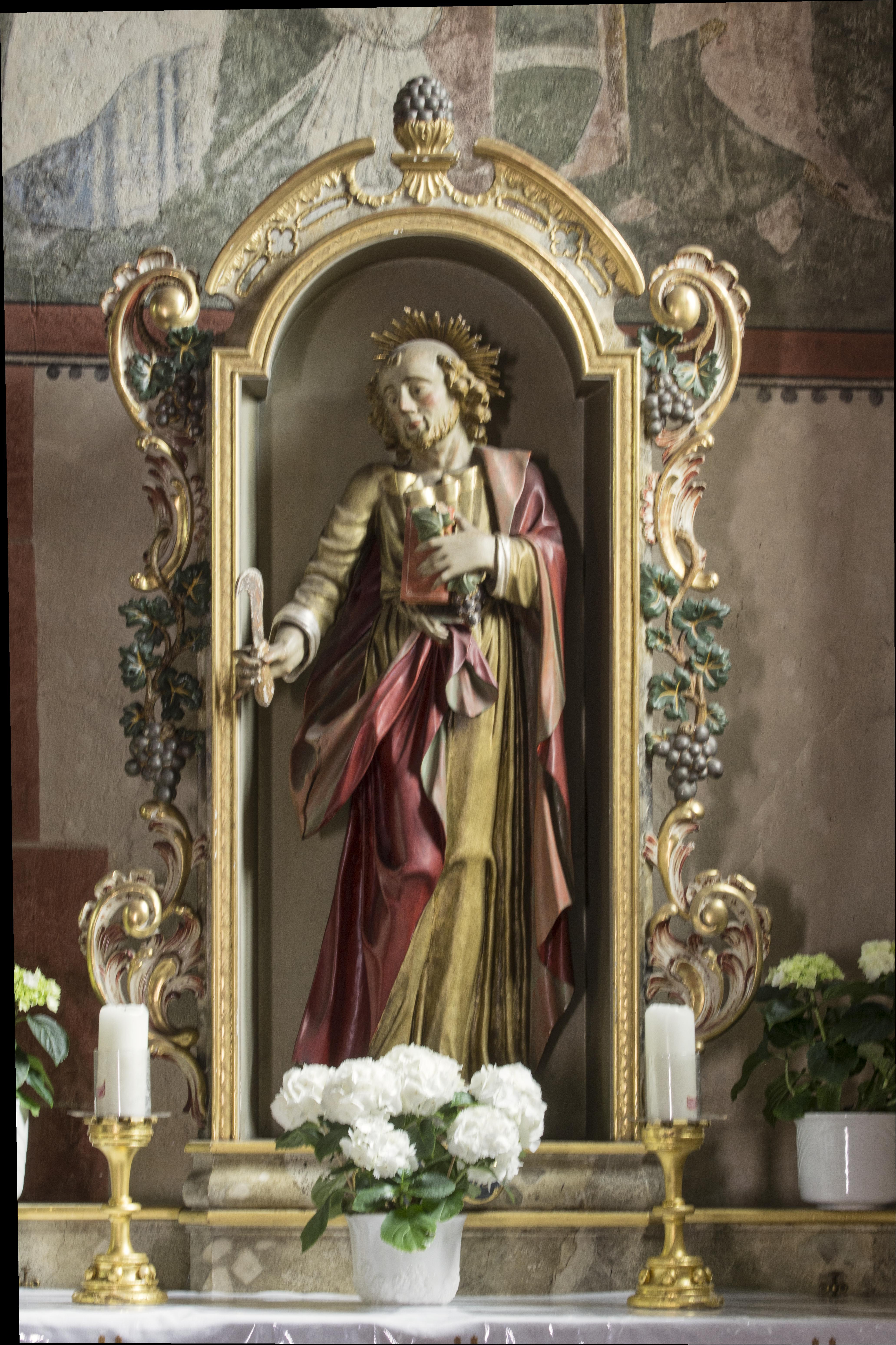
Rechter Seitenaltar

Der Rokoko-Hochaltar wurde um 1750 von unbekannten Künstlern hergestellt. Auf dem Tabernakel steht ein Kruzifix, zu Seiten trauern Maria und Johannes. Das von Volutenspangen eingefasste Bild der Himmelfahrt Marias nimmt die ganze Höhe des Chores ein. Maria in blauem Umhang steht mit dem linken Fuß auf einer Mondsichel. Drei kleine Engel rechts reichen ihr rote Blumen, ein größerer Engel links reicht ihr eine weiße Lilie. „Die Gewänder der Gestalten leuchten herrlich in den Farben aus den sonstigen Brauntönen des Bildes heraus.“ Jederseits des Altars stehen schräg zur Raumachse zwei Säulen und zwischen ihnen links Jakobus der Ältere und rechts Augustinus von Hippo.
Auf dem linken Seitenaltar steht in den Barock nachahmender Nische eine als Gnadenbild verehrte Pietà, „ein beseeltes und von stiller Trauer durchatmetes, vorzügliches Werk der Spätgotik“.
Auf dem rechten Seitenaltar steht in ebensolcher, reich mit Weinlaub und Weintrauben verzierter Nische der Apostel Bartholomäus. Das Messer seiner Schindung ist als Rebmesser gestaltet. Am Bartholomäustag, dem 24. August, erhält der Heilige auf diesem Altar die ersten in Ortenberg gereiften Trauben. Zwischen den Restaurierungen 1902 und 1955 hatte die Figur in der neuen Pfarrkirche St. Bartholomäus gestanden.

### Wandgemälde

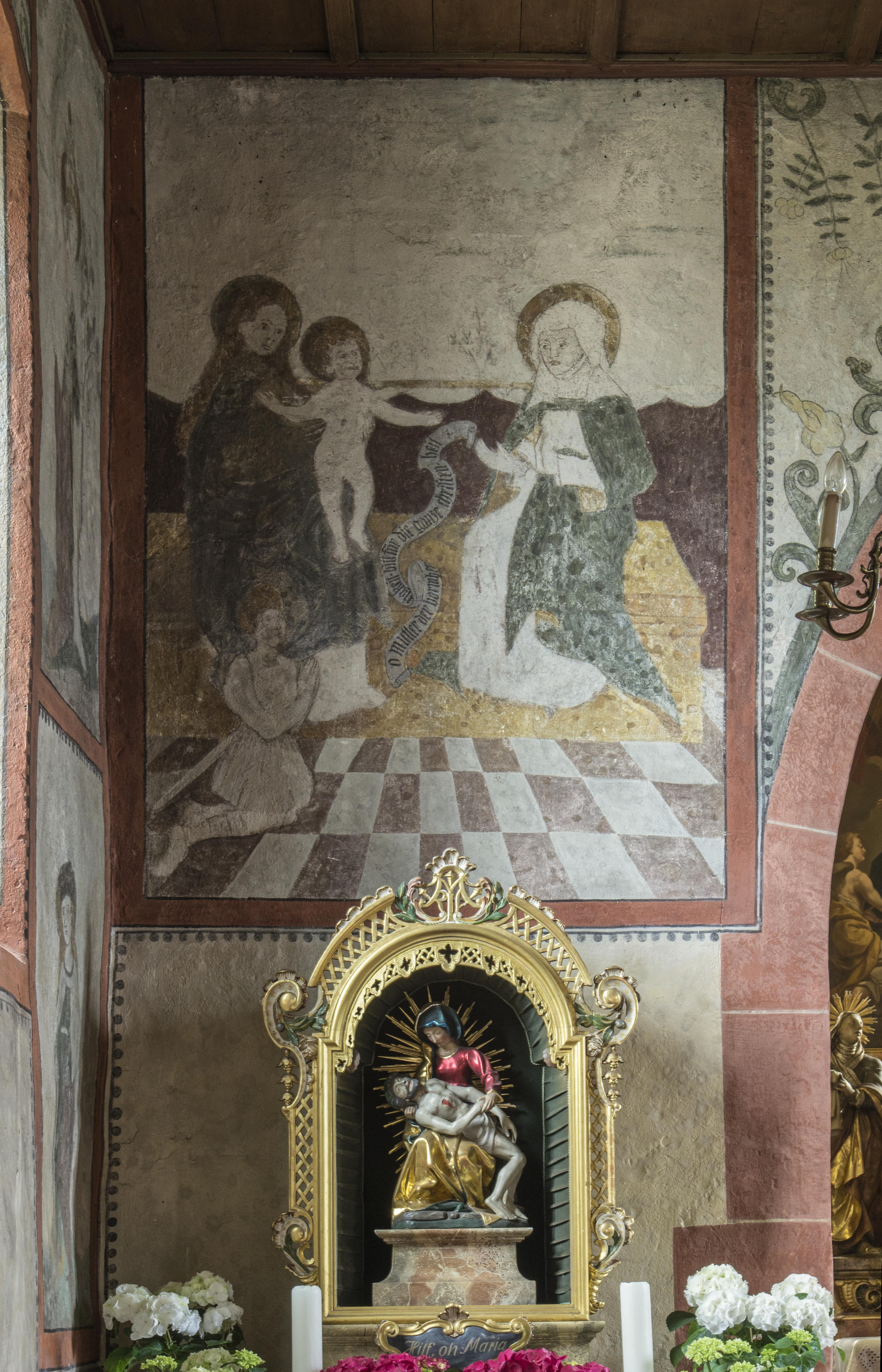
Anna selbdritt

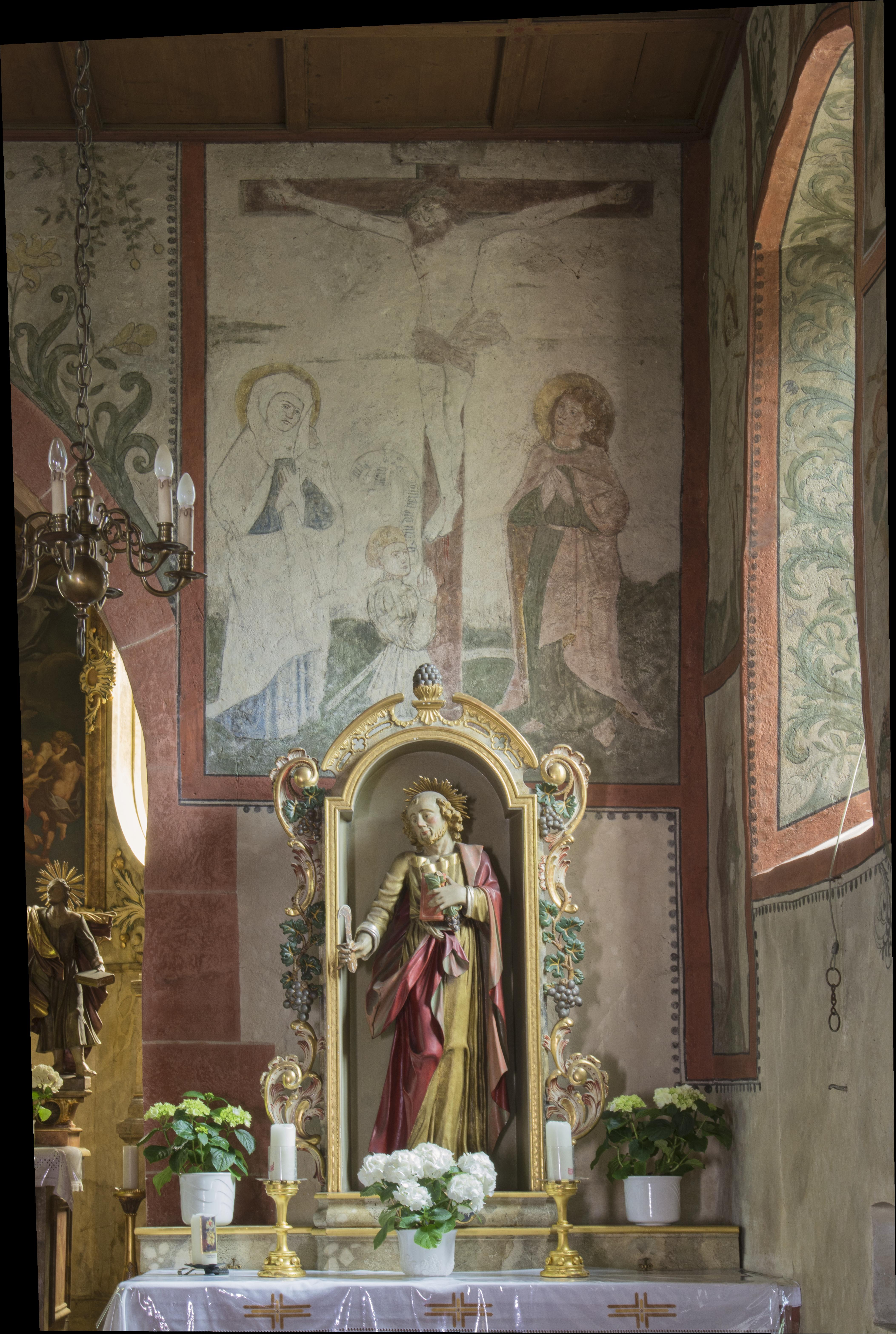
Kreuzigung

Die Bilder an der Südwand des Chores sind die älteren. Sie sind sehr verblasst, vom Langhaus aus kaum zu sehen und oben durch die hier erhaltene barocke Stuckdecke abgeschnitten. In der Mitte steht Maria als Immaculata, unbefleckt Empfangene. Seitlich sind Brustbilder der vier lateinischen Kirchenlehrer Hieronymus, Ambrosius von Mailand, Augustinus von Hippo und Papst Gregor der Große hinzugefügt. Links unten kniet ein Stifter im Gewand eines Klerikers.
Am Scheitel des Triumphbogens ist zwischen Blätter- und Blütenzier ein Wappen aus der Ortenauer Ritterschaft angebracht. Seitlich an der Wand zum Chor sind in gleich großen Feldern dargestellt
- über dem linken Seitenaltar vor einem roten Vorhang und auf perspektivisch sich in die Tiefe verjüngenden Kacheln „Anna selbdritt“, also Anna, die Mutter Marias, Maria und das Jesuskind, darunter klein und kniend ein ritterlicher Stifter mit dem Spruchband „O mutter der barmherzigkeit, bitt für die ganze Christenheit“;
- über dem rechten Seitenaltar eine Kreuzigungsgruppe mit dem Gekreuzigten, Maria und Johannes, darunter wieder klein und kniend ein ritterlicher Stifter mit dem Spruchband „O jesu, die hl. wunden dein, meine zuflucht sein“.[13]

Blätterwerk ähnlich dem am Chorbogen, aber feiner und schwungvoller gemalt, schmückt die Laibungen der vier Fenster des Langhauses. Über den Fenstern weisen Symbole auf das Kirchenjahr hin, und zwar
- links vorn ein Lamm mit der Kreuzesfahne auf Ostern,
- rechts vorn das Schweißtuch der Veronika auf das Leiden Christi und damit die Passionszeit,
- links hinten das Christkind auf Weihnachten und
- rechts hinten die Taube des Heiligen Geistes auf Pfingsten.

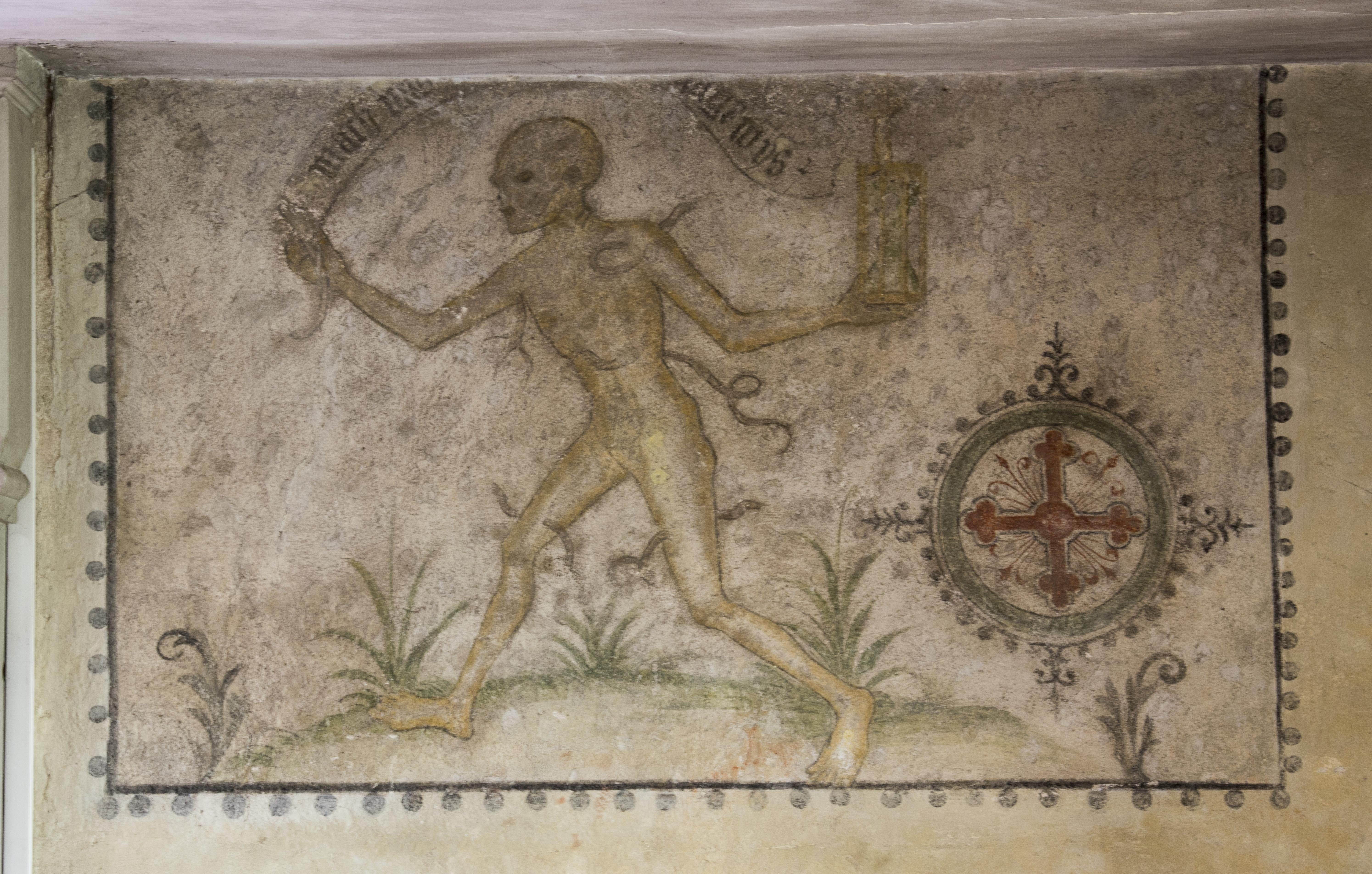
Westwand: Tod

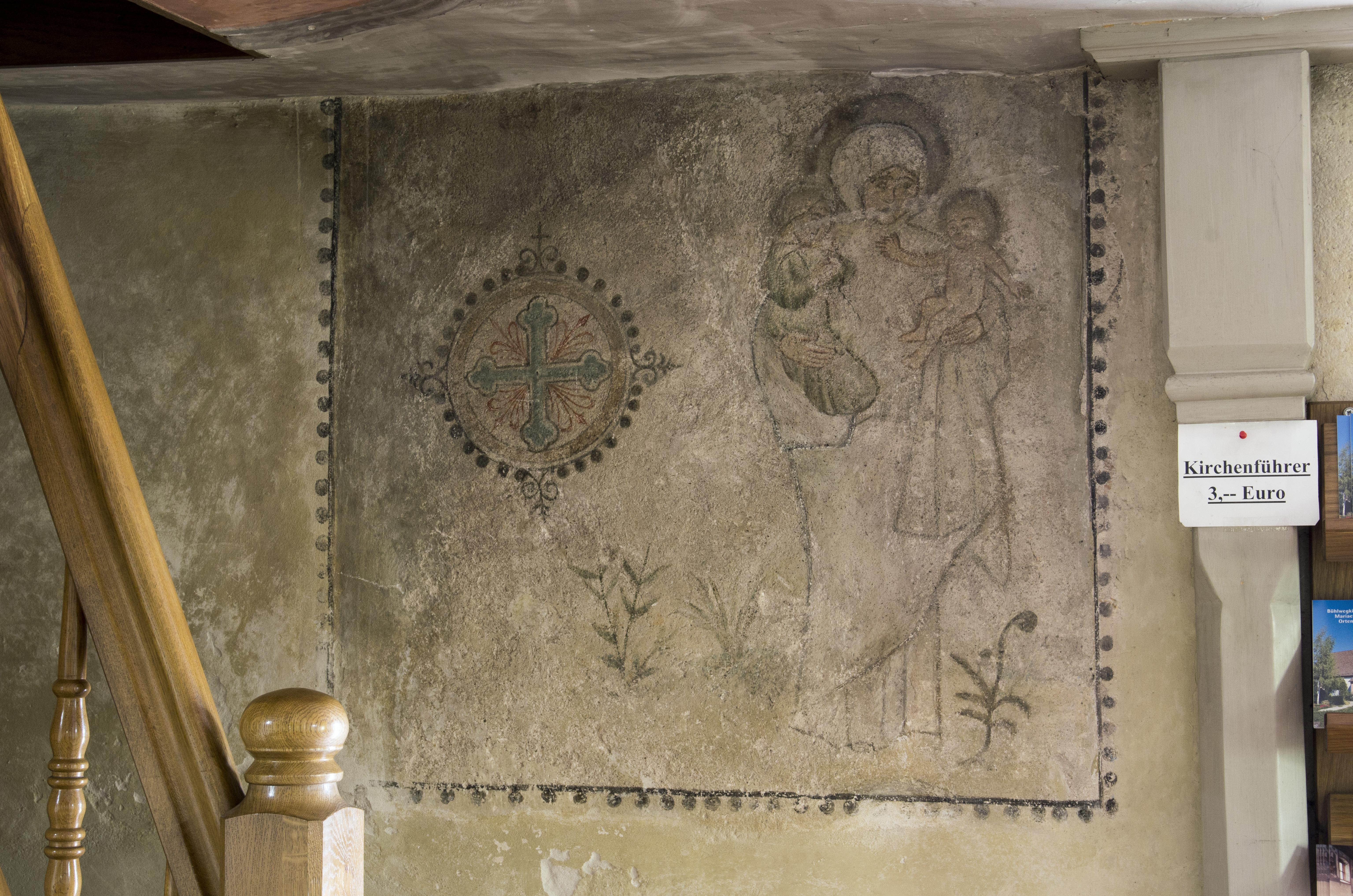
Westwand: Anna selbdritt

Neben der westlichen Eingangstür stehen sich Tod und Leben gegenüber. Der Tod schreitet als nackte, abgemagerte, von Würmern und Schlangen durchfressene Frau eilig über grasbewachsenen Boden. In der Linken hält er eine Sanduhr. Mit der Rechten weist er auf ein Schriftband „Mach uns <…> ungewys“ hin, dessen Mitte durch den Emporeneinbau verloren ist. Lebensbringerin ist Mutter Anna selbdritt, wie sie Maria auf dem rechten und Jesus auf dem linken Arm trägt. Auf jedem der Bilder erscheint ein Apostelkreuz. „Die beiden Fresken vom Tod und der hl. Anna selbdritt sind im Gegensatz zu den vollfarbigen Gemälden auf der Nord- und Südwand nur als leicht kolorierte Zeichnungen auf weißer Kalktünche behandelt.“
Nord- und Südwand sind identisch gestaltet. Von der Ecke zur Triumphbogenwand bis zu den vorderen Fenstern erscheinen übereinander zwei Heilige. Großformatige Gemälde nehmen die Wände weiter westlich ein. Sie dürften die spätesten sein, „hochachtbare Leistungen eines Künstlers aus der 1. Hälfte des 16. Jahrhunderts. Ihr Charakter schon weist auf diese Kunstepoche hin; denn hier herrscht vollfarbige Behandlung, reiche Gruppierung, Orts- und Raumdarstellung, Kostümtreue, kurz ein realistischer Zug.“

#### Nordwand

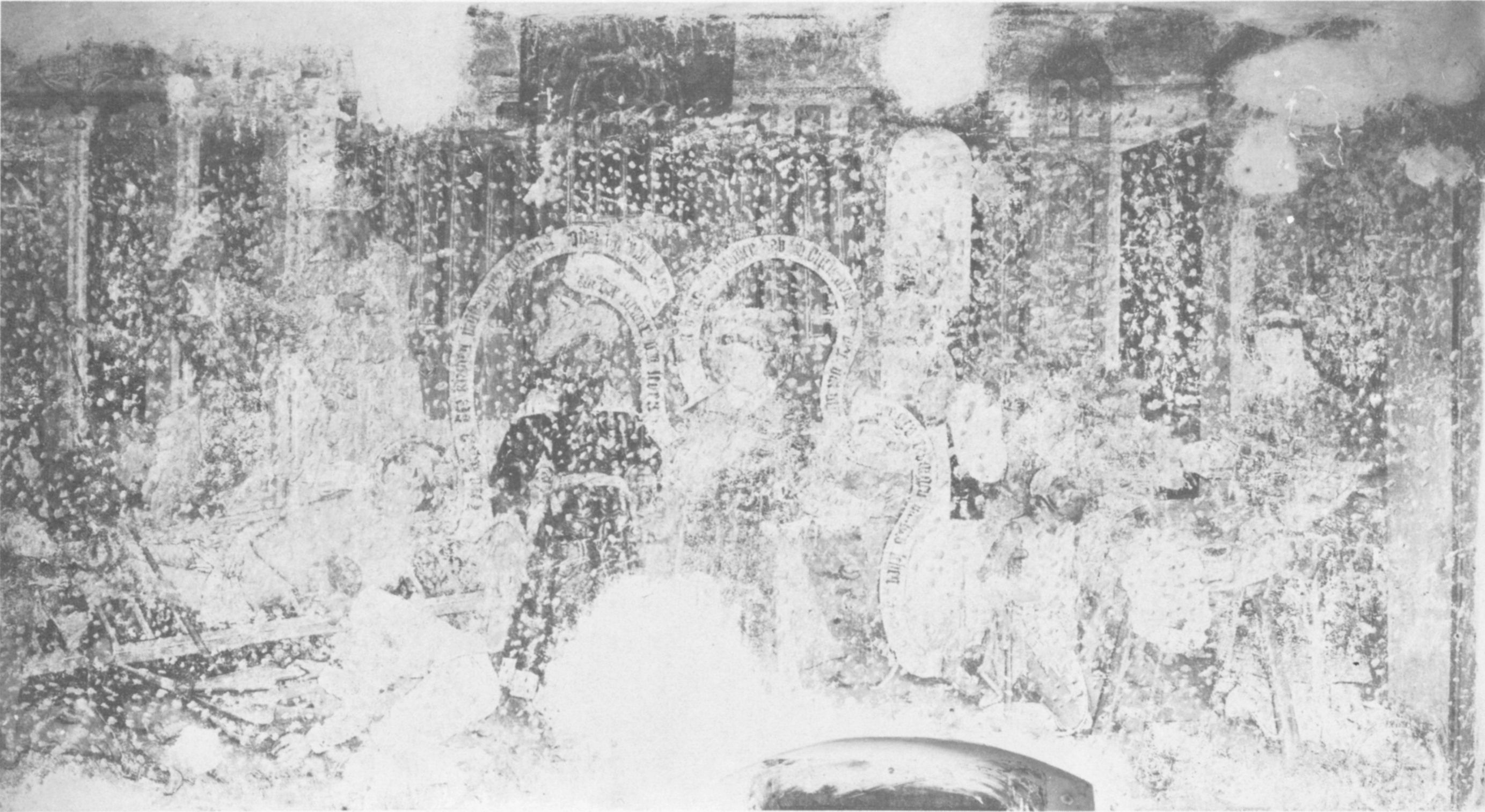
Laurentiusbild vor der Restaurierung von 1902

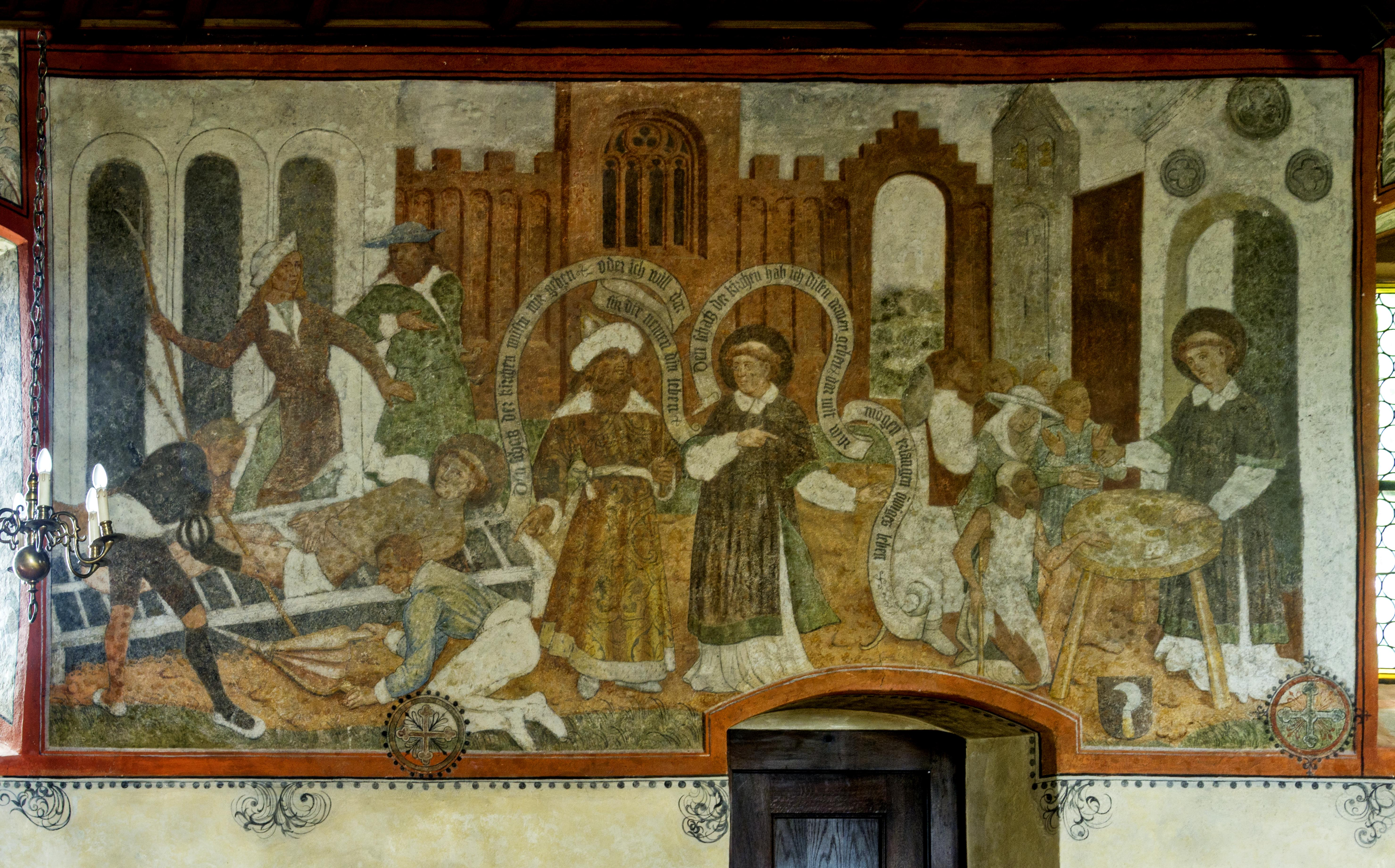
Laurentiusbild heute

Anschließend an das Anna selbdritt-Bild der nördlichen Chorbogenwand sind an der Nordwand oben der heilige Winzerpatron Papst Urban I. mit Tiara und einer Weinrebe und unten die heilige Katharina von Alexandrien mit Schwert und Rad dargestellt.
Es folgt das große Laurentiusbild, das besterhaltene und künstlerisch bestgelungene Gemälde der Kapelle. Laurentius hatte als Erzdiakon von Rom das Kirchenvermögen zu verwalten. Von Kaiser Valerian zur Herausgabe aufgefordert, verteilte er es an die Armen und führte die Armen dem Kaiser vor mit den Worten, sie seien „die wahren Schätze der Kirche“. Darauf wurde er auf einem Rost über Feuer zu Tode gemartert. Der Maler hat drei Begebenheiten vereinigt.
- In der Mitte stehen Laurentius im Diakonsgewand und ein bärtiger Turbanträger mit einem Zepter in der Hand, wohl der Kaiser, nebeneinander. Torbogenartige Spruchbänder geben ihr Gespräch wieder. Der Kaiser sagt: „Den schatz der kirchen mustu mir geben, oder ich will dar für nemen din leben.“ Laurentius antwortet: „Den schatz der kirchen hab ich disen armen geben, dar mit wyr erlangen öwiges leben.“
- Rechts, wohin Laurentius mit seiner rechten Hand weist, drängen sich Arme um einen dreibeinigen runden Tisch mit Geldhäufchen, so im Vordergrund ein Kranker mit verbundenem Bein und einer Krücke unter dem rechten Arm, eine junge Frau, die eben etwas von Laurentius empfängt, und ein Knabe mit bittend erhobenen Händen.
- Links, wohin der Kaiser mit seiner rechten Hand weist, liegt Laurentius, nur mit einem Lendentuch bekleidet, auf einem Rost. Ein Mann scheint Kohlen unter den Rost zu schieben; ein anderer facht mit einem Blasebalg das Feuer an.

Die Szenen werden zusammengehalten durch eine Architektur mit Renaissancebogen und spätgotischen Verzierungen. Rechts öffnet ein Tor den Blick in landschaftliche Ferne. Das Rebmesser rechts unten weist die Rebleutezunft als Stifter aus.
Der unbekannte Maler könnte aus Straßburg gekommen sein. „Die Dreiteilung des Bildes wurde wunderbar gestaltet.“ Der mittlere Gemäldeteil, obwohl eine Szene für sich, verbinde zugleich die beiden Seitenbilder. Der Freiburger Konservator Max Wingenroth (1872–1922) urteilte schon 1908 im Band zum Kreis Offenburg der „Die Kunstdenkmäler des Grossherzogthums Baden“: „Das Bild, von wirkungsvoller Komposition, ist auch in der Gebärdensprache, in der Behandlung des menschlichen Körpers und seiner Bewegungen eine vorzügliche Leistung aus dem ersten Jahrzehnt des 16. Jhs.“ Ähnlich zur gleichen Zeit der Kunsthistoriker und Theologe Karl Künstle (1859–1932): „Das große Martyrium des hl. Laurentius offenbart den Geist der Renaissance; nach italienischen Vorbildern gearbeitet, ist es zu den besten Erzeugnissen süddeutscher Wandmalereien aus dem Anfang des 16. Jahrhunderts zu rechnen.“

#### Südwand

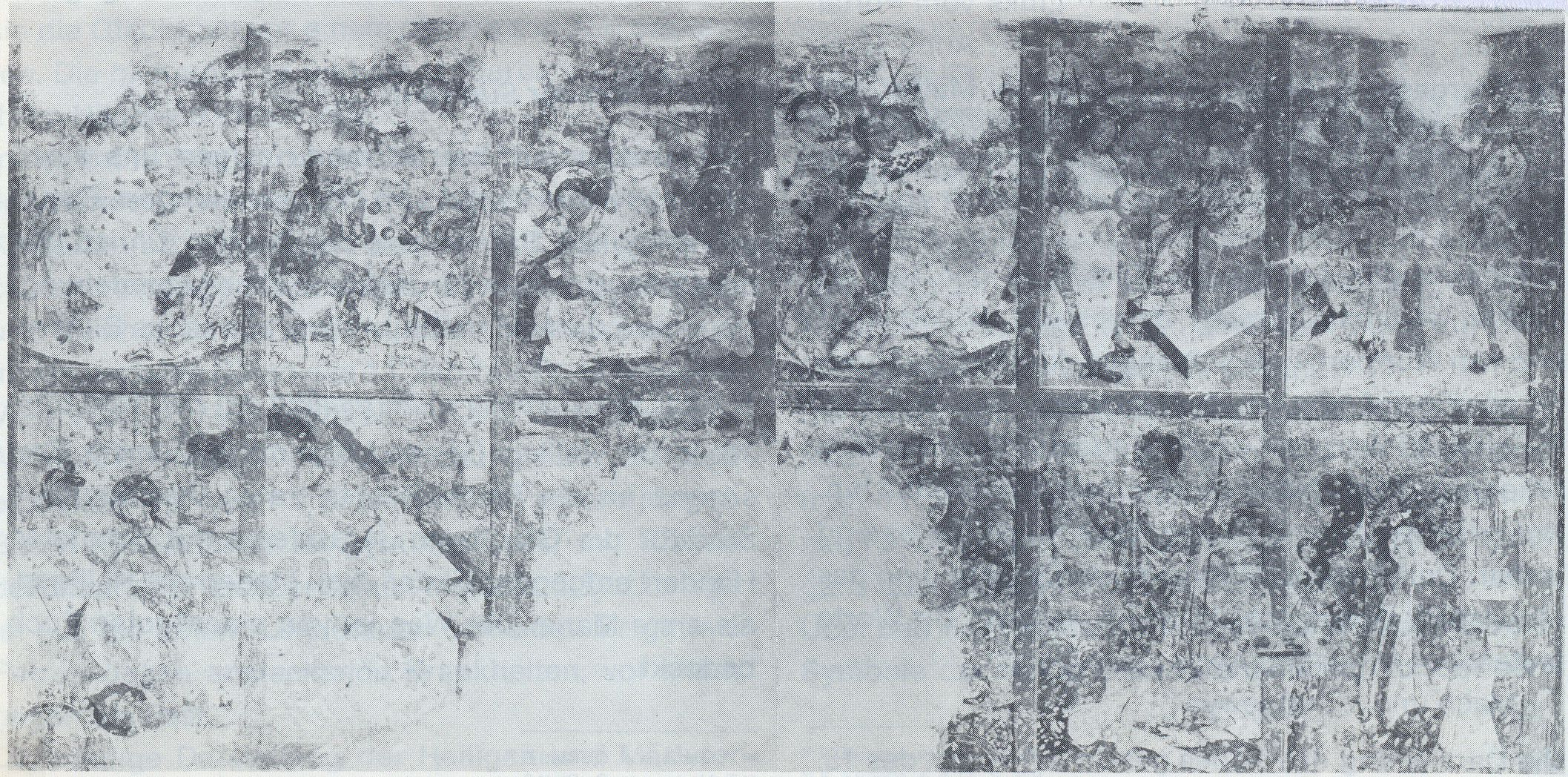
Passionszyklus vor der Restaurierung von 1902

Passionszyklus heute

Anschließend an die Kreuzigung der südlichen Chorbogenwand sind an der Südwand oben der von Pfeilen durchbohrte heilige Sebastian und unten die heilige Barbara von Nikomedien mit ihrem dreifenstrigen Turm dargestellt.
Es folgt ein elfteiliger Zyklus des Leidens Christi, den ein Bild der heiligen Odilia zur Zwölfzahl ergänzt. Die Bilder zeigen
- den Einzug Jesu in Jerusalem (Mt 21,6–10 EU).
- das letzte Abendmahl. Jesus reicht Judas Iskariot, dem ein Geldbeutel um den Hals hängt und der als einziger keinen Heiligenschein trägt, das Brot, so dass der Augenblick gemeint sein könnte, in dem Jesus sagt: „Der, der die Hand mit mir in die Schüssel getaucht hat, wird mich verraten“ (Mt 26,23 EU).
- das Gebet am Ölberg (Mt 26,36-46 EU).
- die Gefangennahme (Mt 26,47-54 EU). Petrus reckt das Schwert hoch, mit dem er dem Malchus ein Ohr abgehauen hat. Jesus hält das Ohr in der Hand, um es anzuheilen.
- Jesus vor Pilatus (Mt 27,11-14 EU).
- die Geißelung (Mt 27,26 EU).
- die Verspottung und Dornenkrönung (Mt 27,27–30 EU).
- die Kreuztragung (Mt 27,31 EU). Gemäß apokrypher Legende hält Veronika das Schweißtuch, in dem ein Gesichtsabdruck Jesu zurückgeblieben ist.[21] Jesus berührt tröstend ihre Schläfe.
- Jesus am Kreuz zwischen Maria und Johannes (Joh 19,25–30 EU).
- die Grablegung mit Josef von Arimathäa und vier trauernden Frauen (Mt 27,57–61 EU).
- die Auferstehung (Mt 28,1–4 EU). Christus hält eine Kreuzesfahne. Um das offene Grab herum liegen schlafend vier Wächter.
- Die besonders im Elsass verehrte heilige Odilia kniet im Nonnengewand vor einer Kirche. Auf ihr Gebet hin zieht ein Engel einen gekrönten nackten Mann aus den Flammen des Fegefeuers, nach ihrer Legende ihren Vater, den elsässischen Herzog Eticho. Vermutlich hat die Beziehung Ortenbergs zu Straßburg die Darstellung Odilias angeregt. Der bürgerlich gekleidete Mann im Vordergrund rechts dürfte der Stifter des Passionszyklus sein.

Das Passionsgemälde war bei der Wiederentdeckung besonders stark beschädigt. Theodor Mader musste die Kreuztragung, Christus am Kreuz und die Grablegung praktisch neu malen. Wingenroth hält den Maler des Passionszyklus für identisch mit dem des Laurentiusbildes, vermutet aber die stärkere Beteiligung eines Gehilfen. Neben künstlerischer Meisterschaft stünde „ein Ringen mit den Unvollkommenheiten des 15. Jhs.“

## Würdigung
Mit der Wiederherstellung, heißt es in der Beschreibung durch Wilhelm Störk 1909, sei „aus diesem Heiligtum ein wahres Schatzkästlein, eine kunsthistorische Sehenswürdigkeit geworden.“ 1974 wird dem Raum „eine hohe kulturelle Ausstrahlung“ zugeschrieben. Man werde von der Altehrwürdigkeit der Kapelle gefangen genommen. Die Wandbilder seien ihr schönster und sicherlich wertvollster Schmuck.